# Franco Carlini
Franco Carlini (Genova, 10 febbraio 1944 – Genova, 30 agosto 2007) è stato un giornalista e saggista italiano.

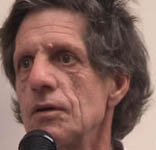
Franco Carlini

È stato da molti considerato uno dei maggiori esperti italiani di Internet.

## Biografia
Prima di dedicarsi all'attività di giornalista e scrittore è stato un ricercatore del Consiglio Nazionale delle Ricerche, presso l'Istituto di Cibernetica e Biofisica, in ambito neurofisiologico e psicologico.
Dal 1989 comincia le sue collaborazioni con diversi organi di stampa nazionali, collaborando tra gli altri con il manifesto, dove gestiva l'inserto Chips & Salsa (stesso titolo del suo blog) e commentando i fatti e le tendenze del mondo della comunicazione digitale e non solo; con L'Espresso, per la rubrica Non solo Cyber; e con il Corriere della Sera, dove si occupava di web economy e di dinamiche sociali nella rete. Dal 1993 ha partecipato alle trasmissioni scientifiche di Rai Radio 3 (tra cui Radio3 scienza) ed è stato fra gli ospiti fissi della trasmissione televisiva MediaMente di Rai Educational, presentando diverse puntate della serie MediaMente Enciclopedia.
È stato anche insegnante nel corso di Informatica Generale per il corso di Diploma di Giornalismo dell'Università di Genova dal 1993 al 1996. Nel 1997 ha fondato Totem S.r.l., società di web design e web content. Dal 2005 insegnava ICT presso il Corso di Scienze della Comunicazione dell'Università Vita-Salute San Raffaele di Milano.
È deceduto per un malore a Genova il 30 agosto 2007.

## Opere
- Gli ordini del caos, Manifestolibri, Roma, 1991
- Dalle forze ai codici, Manifestolibri, Roma, 1992
- Tornano i DNAsauri. I segreti di Jurassic Park, Manifestolibri, Roma, 1993
- Nuove servitù. Lavoro servile, dipendenza personale. Il ritorno dell'obbedienza produttiva, Manifestolibri, Roma, 1994
- Chips & Salsa. Storie e culture del mondo digitale, Manifestolibri, Roma, 1995
- Internet, Pinocchio e il Gendarme. Le prospettive della democrazia in rete, Manifestolibri, Roma, 1996
- La realtà virtuale, AAVV, a cura di J.Jacobelli, Laterza, Bari, 1998
- Lo Stile del Web. Parole e immagini nella comunicazione di rete, Einaudi, Torino, 1999
- Divergenze digitali. Conflitti, soggetti e tecnologie della terza internet, Manifestolibri, Roma, 2002
- Parole di carta e di web. Ecologia della comunicazione, Einaudi, Torino, 2004